# Jean-Philippe Daurelle
Jean-Philippe Daurelle (Antony, 23 de diciembre de 1963) es un deportista francés que compitió en esgrima, especialista en la modalidad de sable.
Participó en dos Juegos Olímpicos de Verano, obteniendo una medalla de bronce en Barcelona 1992, en la prueba por equipos (junto con Jean-François Lamour, Franck Ducheix, Hervé Granger-Veyron y Pierre Guichot), y el quinto lugar en Atlanta 1996, también por equipos.
Ganó cinco medallas en el Campeonato Mundial de Esgrima entre los años 1989 y 1999, y tres medallas en el Campeonato Europeo de Esgrima entre los años 1992 y 1998.

## Palmarés internacional
| Juegos Olímpicos   | Juegos Olímpicos            | Juegos Olímpicos  | Juegos Olímpicos  |
| Año                | Lugar                       | Medalla           | Prueba            |
| ------------------ | --------------------------- | ----------------- | ----------------- |
| 1992               | Barcelona (España)          | Medalla de bronce | Sable por equipos |
| Campeonato Mundial |                             |                   |                   |
| Año                | Lugar                       | Medalla           | Prueba            |
| 1989               | Denver (Estados Unidos)     | Medalla de bronce | Sable por equipos |
| 1997               | Ciudad del Cabo (Sudáfrica) | Medalla de oro    | Sable por equipos |
| 1998               | La Chaux-de-Fonds (Suiza)   | Medalla de plata  | Sable por equipos |
| 1999               | Seúl (Corea del Sur)        | Medalla de oro    | Sable por equipos |
| 1999               | Seúl (Corea del Sur)        | Medalla de bronce | Sable individual  |
| Campeonato Europeo |                             |                   |                   |
| Año                | Lugar                       | Medalla           | Prueba            |
| 1992               | Lisboa (Portugal)           | Medalla de plata  | Sable individual  |
| 1995               | Keszthely (Hungría)         | Medalla de plata  | Sable individual  |
| 1998               | Plovdiv (Bulgaria)          | Medalla de bronce | Sable individual  |